# Otoba glycycarpa
Otoba glycycarpa är en tvåhjärtbladig växtart som först beskrevs av Adolpho Ducke, och fick sitt nu gällande namn av William Antônio Rodrigues och T.S. Jaramillo. Otoba glycycarpa ingår i släktet Otoba och familjen Myristicaceae. Inga underarter finns listade i Catalogue of Life.